# Banater Sandwüste

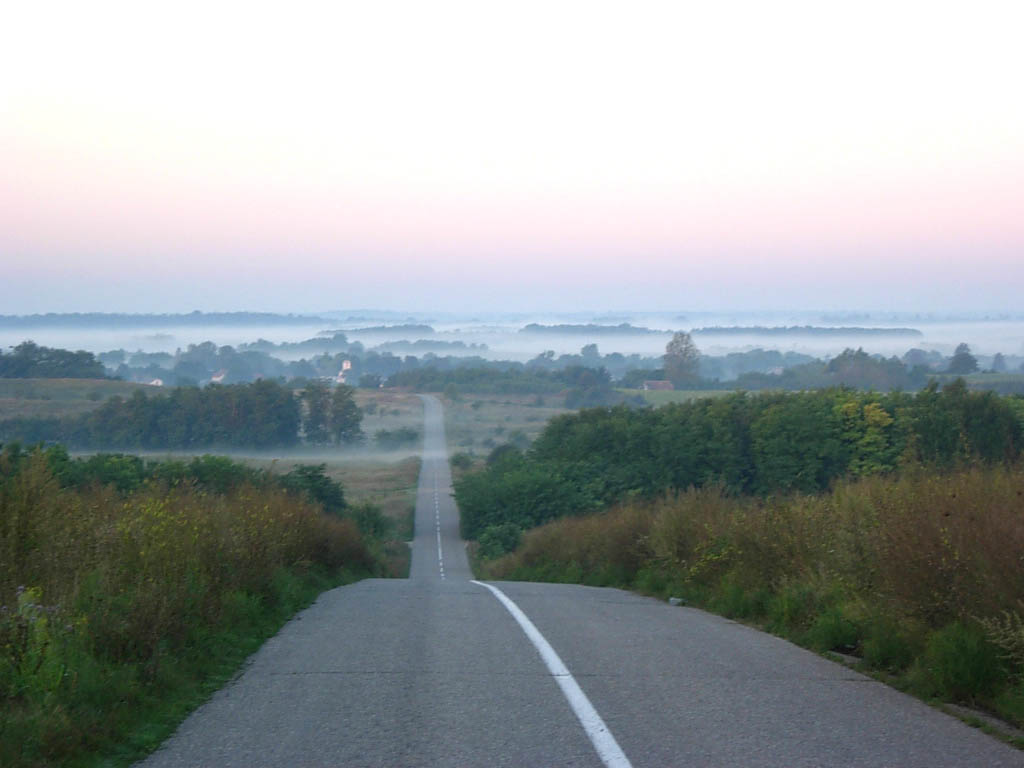
Die Banater Sandwüste

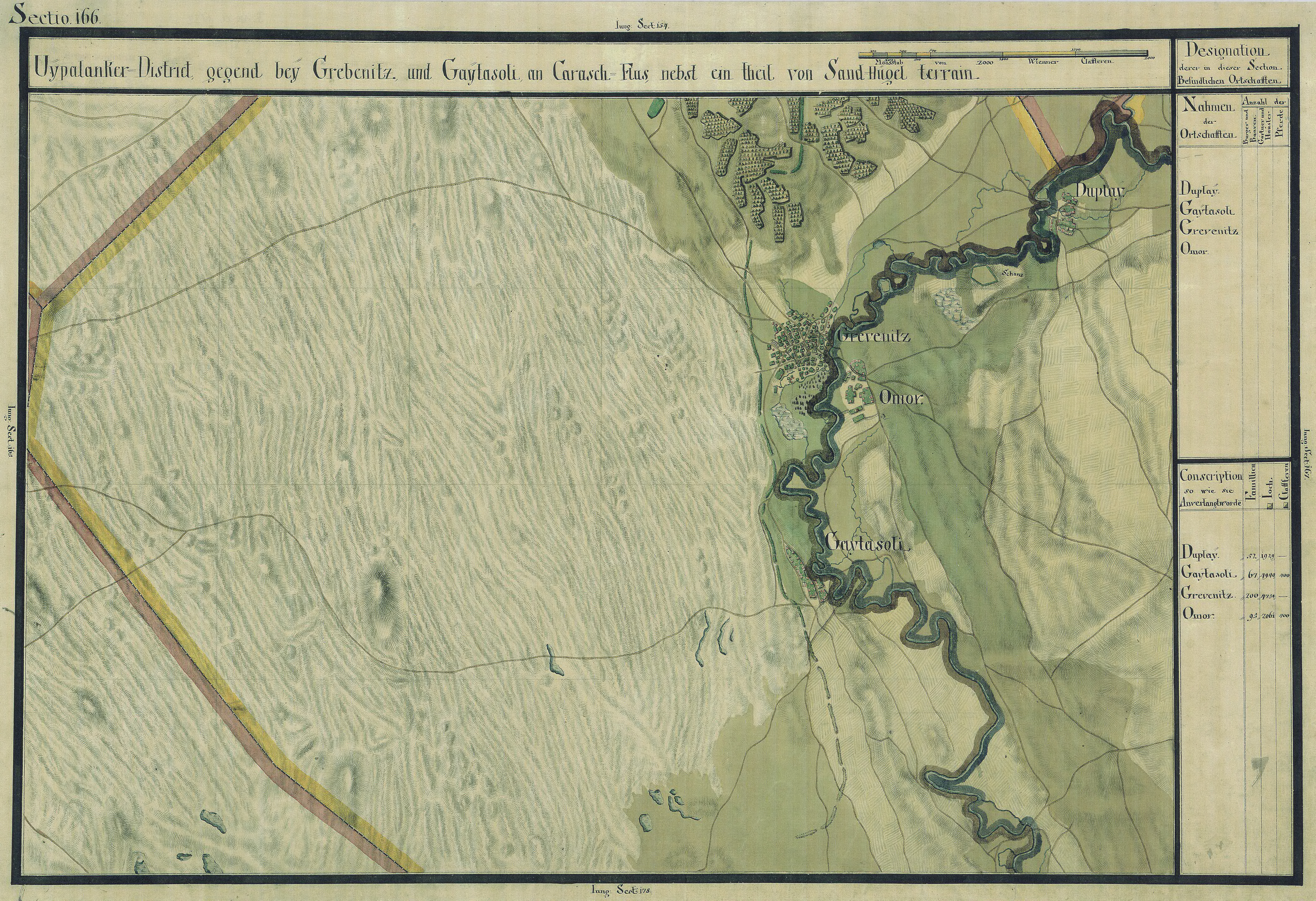
Kartenblatt der Josephinischen Landnahme in der Umgebung von Grebenac, Deliblato-Sanddünen

Die Banater Sandwüste (nach der Landschaft Banat, serbisch-kyrillisch Банатски песак) oder Deliblatska Peščara, auch Sand des Banat (bosnisch Banatski Pesak) genannt, ist ein Naturschutzgebiet mit Binnendünen, das sich im Bezirk Južni Banat in der selbstverwalteten Provinz Vojvodina in Serbien befindet. Zudem ist das auch als Deliblater Sand oder Deliblat-Dünen (teilweise lehnübersetzt, zuvor (anglisiert-)latinisiert Deliblatska peščara und dieses wohl entlehnt aus dem serbischen Делиблатска пешчара) bekannte Naturschutzgebiet nach dem dort im Südwesten gelegenen Ort Deliblato benannt, der zur Gemeinde Kovin gehört. Umgangssprachlich wird die Landschaft auch Europäische Sahara (slowenisch Evropska Sahara) genannt.

## Historische Namen für die Banater Sandwüste sämtlicher Sprachen im Banat
- Banater Sandwüste (dt.)
- Europäische Sahara (dt.)
- Sandhügel (im Banat)
- Agger Romanorum (lat.)
- Delibláti-homokpuszta (mag.)
- Deliblatska Peščara (srb.)
- Banatski Pesak (srb.)
- Bijelo Berdo (serbo-kroatisch)
- Deliblato Sands (eng.)

Pesak ist das serbische Wort für Sand, der auf Ungarisch mit Homok bezeichnet wird. Deutsche in Mramorak fuhren schlicht "in den Sand", wenn sie dort ihre Weingärten aufsuchten.

## Beschreibung
Die Dünenlandschaft erstreckt sich zwischen den an der Donau gelegenen Orten Dubovac und Stara Palanka und in nordöstlicher Richtung über eine Fläche von etwa 30.000 Hektar entlang der Orte Deliblato, Mramorak, Dolovo, Vladimirovac, Banatski Karlovac, Nikolonci, Ujma, Izbište, Šušara, Zagaica, Oresac, Duplaja, Grebenac, Gajtasol, sowie dem Fluss Karasch. Sie stellt ein wüstenartiges Phänomen dar mit einer in Europa einzigartigen Orografie, Flora und Fauna. Die Dünen erreichen teilweise Höhen von mehr als 200 m. i. J.. Ab 1818 wurde die Sandwüste von Franz Bachofen Edler von Echt vor allem zunächst mit heimischen Pappeln, später mit Kanadischen Pappeln und mit Akazien und einer Reihe anderer Pflanzen – aus lokalen Vorkommen und aus anderen Regionen stammend, sowie aus Nordamerika – kultiviert. Heute ist mehr als die Hälfte der Landschaft bepflanzt.
1867 entdeckte der Botaniker Josif Pančić in der Deliblater Sandpuszta zwei Kilometer südwestlich des Dorfes Šušara den Waldsteppen-Wermut. Die sehr seltene Art tritt nur hier sowie an einigen Stellen am anderen Rand der Pannonischen Florenprovinz – in Niederösterreich und in Südmähren – auf.
Eine der bekanntesten Sehenswürdigkeiten des Reservats ist der Mädchenbrunnen. Er wird mit vielen Legenden in Verbindung gebracht. Vor einem Jahrhundert wurde er zum Zwecke der Bewässerung künstlich hergestellt. Doch wurde er auch als Frischwasserquelle genutzt. Der Legende nach trugen früher junge Mädchen Wasser vom Brunnen zu den müden und tüchtigen Arbeitern. Um diesen großen Brunnen wurden große Sportanlagen, ein Bad und viele Wanderwege errichtet.

## Die Sandbindung unter Franz Bachofen Edler von Echt
Im Jahr 1815 legte Franz Bachofen dem Wiener Hofkriegsrat sowie der Wiener Landwirtschaftsgesellschaft seinen ersten Sandbindungsplan vor. Eingang in diesen Plan fanden seine umfassenden Untersuchungen und Bestandsaufnahmen in den zurückliegenden Jahren. Sein Konzept wurde allerdings zur Überarbeitung zurückgewiesen.
1817 schloss Bachofen seine Korrekturen und Ergänzungen ab und legte seinen 2. Sandbindungsplan den gleichen Gremien in Wien zur Begutachtung vor. Diesmal überzeugte Bachofen die Fachleute (darunter Anton Rochel u. a.) und sollte nun im Jahr 1818 mit den Sandbindungs- und Bewaldungsarbeiten beginnen.
Überliefert sind zahlreiche Schwierigkeiten mit den führenden Militärs in Weißkirchen (serb. Bela Crkva, rum. Biserica Alba), gegen die er sich trickreich durchsetzte.
Bachofen ging davon aus, in lediglich 16 Jahren den kompletten Flugsand binden zu können. Weil dies nicht möglich war, er aber reichlich Erfahrungen gesammelt hatte, legte er 1832 einen abschließenden Sandbindungsplan vor. Zu Beginn ließ Bachofen einige Plantagen (heute Baumschulen) anlegen, in denen er zu Beginn hauptsächlich Pappeln aufziehen ließ.
In einem Dokument aus dem Jahr 1836 verfügte Bachofen, 2000 Pappelsetzlinge aus der Plantage Mramorak bei Karlsdorf (serb. Banatski Karlovac) in den Sandboden einzupflanzen.
Die Bindung des Flugsandes in der damaligen Banater Sandwüste steht als Beispiel für heutige Wüstenbekämpfungsprogramme zur Verfügung, auch wenn in der Vojvodina mitteleuropäische Niederschlagsbedingungen und in der Nähe zur Donau leicht erreichbares Grundwasser zur Verfügung stehen.
Bachofen hatte die Erfahrung gemacht, dass ein Riegel aus Bäumen, der dem Wind Košava in den Weg gestellt wird, vom Wind umweht wird, wobei die Wurzeln freigelegt werden. So kam er auf die Lösung, Baumreihen in Windrichtung anzupflanzen und sich mit diesen Baumreihen vom Rand des Flugsandgebiets ins Innere vorzuarbeiten.
Diese Informationen trug vor allem Joseph Wessely (1814–1898, Direktor an der österreichischen Forstakademie) für sein 1873 erschienenes Buch 'Der europäische Flugsand und seine Kultur' zusammen. Wessely beklagte allerdings das Fehlen sämtlicher Dokumente aus der Hand Bachofens.

## Das spezielle Naturreservat Deliblatska Peščara
Derzeit befindet sich das ehemalige Flugsandgebiet Deliblatska Peščara unter Naturschutz. Hierbei gilt die in Serbien gültige Rechtsform des Speziellen Naturreservats. In Speziellen Naturreservaten ist in Serbien menschlicher Einfluss erlaubt.
Das Gebiet der Deliblatska Peščara grenzt in Deliblato an das ebenfalls Spezielle Naturreservat Jezero Kraljevac und dient als Jagdgebiet. Es wird von Filmunternehmen genutzt und finanziert sich unter anderem durch Holzhandel.
Illegaler Holzschlag in der Schutzzone 1 im Inneren der aufgeforsteten Banater Sandwüste stellt ein großes Problem für die Aufsichtsbehörde Vojvodina Sume, mit ihrer örtlichen Vertretung Banatske Sume dar.
Das Schutzgebiet umfasst auch die teilweise versunkenen Donauinseln Zilovo und Cibuklija und grenzt an das halb versunkene Delta Labudovo Okno (dt. Schwanenfenster) des Grenzflusses Nera.
Vom namensgebenden Dorf Deliblato ist das Territorium Cardak auf dem Weg nach Šušara zu erreichen. In Cardak befindet sich ein Konferenzzentrum mit Übernachtungsgelegenheit für 600 Personen.